# Shadi Sadr

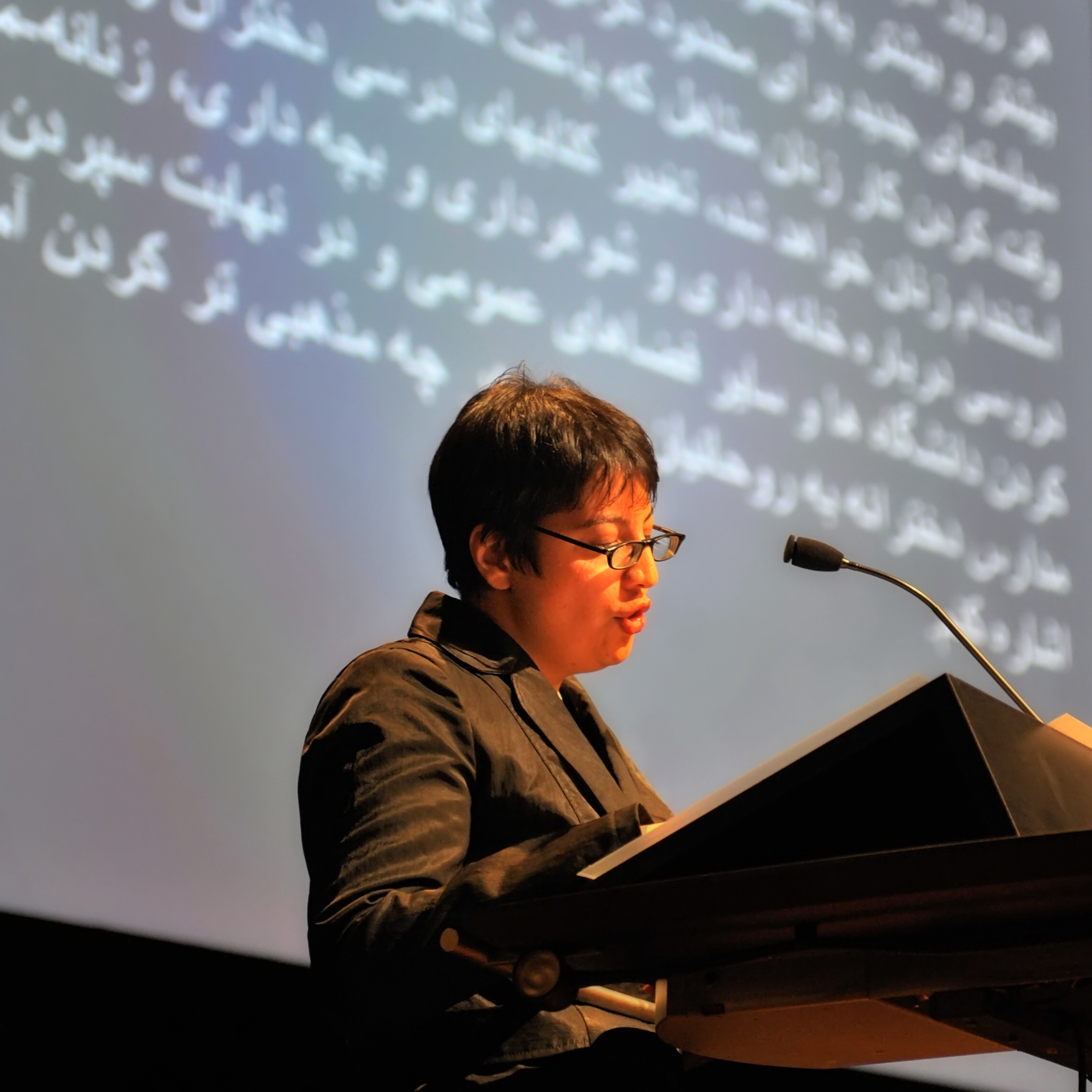
Shadi Sadr in een debat over mensenrechten

Shadi Sadr (Perzisch: شادی صدر; geboren in 1974) is een Iranese mensenrechtenactivist, vrouwenrechtenactivist, essayist, journalist en lhbt-rechtenverdediger. Ze is de oprichter en uitvoerend directeur van Justice For Iran (JFI) en heeft wereldwijd gepubliceerd en gedoceerd.

## Achtergrond
Sadr heeft rechten gestudeerd aan de universiteit van Teheran en heeft een Master Internationaal Recht (1999). Sadr was de directeur van Raahi, een juridisch adviescentrum voor vrouwen. Het is echter gesloten in 2007 door de autoriteiten van de Islamitische Republiek. Ook is ze de directeur van Zanan-e Iran (Women of Iran) een website over Iraanse vrouwenrechtenactivisten. In Iran heeft ze meerdere ter dood veroordeelde vrouwen verdedigd voor de rechtbank. Als gevolg van haar activiteiten en bezigheden is ze meerdere malen gevangen gezet.

## Activiteiten
Sadr is een deskundige op het gebied van vrouwenrechten in Iran. Ze was de directeur van Raahi (een inmiddels gesloten adviescentrum voor vrouwen) en de oprichter van Woman of Iran; dit is een website die opkomt voor meer vrouwenrechten. Als advocaat heeft ze met succes meerdere vrouwenactivisten en journalisten die ter dood waren veroordeeld verdedigd voor de rechtbank. Ook is Sadr een van de Iraniërs die campagne heeft gevoerd om de praktijk van stenigingen als doodstraf af te schaffen; met nadruk op die van vrouwen. Dat deed ze met een campagne genaamd End Stoning Forever . Deze campagne is een van de vele die is gestart door Woman's Field, een andere vrouwenrechtengroep waarvan Sadr lid van is.
Na de aardbeving in Bam in 2003 hielp Sadr met het inzamelen van voedsel en andere benodigdheden voor vrouwen en kinderen in het gebied van Bam.
Sadr is de advocaat van Shiva Nazar Ahari, een mensenrechtenactivist en lid van het Comité van mensenrechtenverslaggevers. Shiva Nazar werd op 14 juni 2009 gearresteerd.

## Arrestatie
Shadi Sadr is een van de 33 vrouwen die in maart 2007 zijn gearresteerd nadat ze buiten een rechtszaal in Teheran vreedzaam demonstreerden tegen het proces van vijf vrouwen die in verband met een eerdere demonstratie voor vrouwenrechten op 12 juni 2006 werden beschuldigd van 'propaganda tegen het systeem' , ' handelen tegen nationale vrijheid' en 'deelnemen aan een illegale demonstratie'. Sadr werd 15 dagen vastgehouden voordat zij samen met Mahbubeh Abbasgholizadeh op borgtocht werd vrijgelaten.
Op 17 juli 2009 werd Shadi Sadr in elkaar geslagen en meegevoerd door soldaten in burger. Dit gebeurde toen zij met nog een klein groepje vrouwelijke activisten onderweg was naar het vrijdaggebed onder leiding van ayatollah Ali Akbar Hashemi Rafsanjani in de universiteit van Teheran. De soldaten weigerden zich te identificeren of de reden van hun acties duidelijk te maken voordat zij haar in een wachtende auto dwongen. Nadat ze korte tijd was ontsnapt werden haar metgezellen in bedwang gehouden terwijl zij neer werd geslagen. Vervolgens brachten zij haar naar een onbekende locatie. Later heeft Sadr haar echtgenoot gebeld, volgens sommige rapporten om naar een code voor een mobiele telefoon te vragen. Sadr werd 11 dagen later, op 28 juli 2009, vrijgelaten.

## Prijzen
- Ida B. Wells Award for Bravery in Journalism, 2004 van Woman's eNews bij hun jaarlijkse '21 leiders van de 21e eeuw'-awards.
- In 2009 kreeg Sadr een geldsom van 50.000 euro als een speciale prijs van Lech Wałęsa.
- Ook heeft ze een Nederlandse mensenrechtenprijs gekregen op 9 november 2009: de Mensenrechtentulp.